# Manuel Piedrahíta (periodista)
Manuel Piedrahíta Toro (Baena, Córdoba, 3 de septiembre de 1934) es un periodista español.

## Trayectoria
En 1955 se gradúa en Periodismo por la Escuela Oficial de Periodismo y en 1957 obtiene la Licenciatura en Derecho por la Universidad Central de Madrid (Complutense desde 1970). 
En verano de 1955 trabaja como redactor jefe adjunto en la redacción del diario Pueblo que dirigía Emilio Romero, quien le destina en Londres como enviado especial entre 1962 y 1963. En 1963 continúa en Londres, gracias a la primera beca March que recibe y que le permite estudiar la Agencia Reuters, siendo posteriormente corresponsal de Europa Press hasta 1967, año en el que le ficha Nuevo Diario, como jefe de la Sección de Extranjero y Comentarista Internacional, donde permanece hasta su cierre en 1974.
En 1970 obtuvo su segunda beca de investigación en la Fundación Juan March, para escribir el ensayo El periodismo, carrera universitaria, que Prensa Española publicará dos años después, en 1972, libro que contó con el prólogo de Luis María Ansón y que tuvo gran repercusión académica.
Entre finales de 1974 y febrero de 1981 es corresponsal de Radio Nacional de España en Bonn, por aquel entonces capital de la República Federal Alemana. En febrero de 1981 es nombrado director de los Servicios Informativos de Radio Nacional de España, permaneciendo un total de diez meses. Entre diciembre de 1981 e inicios de 1987, vuelve a la corresponsalia de Bonn, pero esta vez en Televisión Española.
Entre 1989 y 1990 es adjunto a la dirección de Servicios Informativos de Televisión Española. En 1987, escribe Teleperiodismo: ante el reto de la televisión privada; en 1994 publica El rapto de la televisión pública y en 2010, TVE en la encrucijada. En 1998 aborda el futuro en Periodismo impreso, audiovisual y electrónico del siglo XXI. Al mismo tiempo, colabora habitualmente en diversos diarios y revistas, muy especialmente en el Diario de Córdoba.
Compagina su labor periodística con la de crítico gastronómico y disertador en charlas así como impartiendo conferencias en aspectos relacionados con la gastronomía y con la Semana Santa entre otros, dedicando enorme esfuerzo a defender y a difundir las excelencias del aceite, siendo presidente de la Federación Andaluza de Cofradías Vínicas y Gastronómicas (FECOAN) así como presidente de la Cofradía Amigos del Olivo en Baena. En 1994 comparte texto con las fotografías de Alberto Schommer en la obra Tierra de olivos. En 2004, publica el libro Aceite de oliva y literatura y diez años después, El espíritu del olivo: historias, leyendas y mitos del árbol sagrado del Mediterráneo.